# Polichinelle (chanson)
Pour les articles homonymes, voir Polichinelle.
Singles de France Gall
La Petite
(1967) Néfertiti
(1967)
Polichinelle est une chanson de France Gall. Elle est initialement parue en 1967 sur un EP.

## Développement et composition
La chanson a été écrite par Pierre Saka et Jean Bernard.

## Liste des pistes
EP 7" 45 tours (1967, Philips 437.317 BE, France)
A1. France Gall & Maurice Biraud — La Petite (2:37)
A2. France Gall — Polichinelle (2:28)
B1. France Gall — Néfertiti (2:20)
B2. France Gall — Les Yeux bleus (2:33)
Single 7" 45 tours (1967, Decca 25293)
A1. France Gall & Maurice Biraud — La Petite (2:37)
A2. France Gall — Polichinelle (2:28)

## Classements
La Petite / Polichinelle,
| Classement (1967)                       | Meilleure position |
| --------------------------------------- | ------------------ |
| Belgique (Wallonie Ultratop 50 Singles) | 48                 |